# 室鳩巣
室 鳩巣（むろ きゅうそう、万治元年2月26日（1658年3月29日） - 享保19年8月12日（1734年9月9日））は、江戸時代中期の儒学者。室玄樸の子。諱は直清、字は師礼、通称は新助（信助とも）、駿台先生。号は鳩巣・滄浪。

## 生涯
万治元年（1658年）、室玄樸の子として、武蔵国谷中村（現在の東京都台東区谷中）で生まれる。
寛文12年（1672年）、金沢藩に仕え、藩主前田綱紀の命で京都の木下順庵の門下となる。正徳元年（1711年）、新井白石の推挙で、江戸幕府の儒学者となる。
享保19年（1734年）、死去。墓所は文京区大塚先儒墓地。
明治42年（1909年）、従四位を追贈された。

## 業績
徳川家宣、家継、吉宗の3代に仕え、幕府より駿河台に屋敷を与えられ献策と書物の選進を行った。吉宗期にはブレーンとして享保の改革を補佐し、湯島聖堂において朱子学の講義を行った。また、幕臣への学問奨励のため吉宗の命を受けて八重洲河岸に開設された高倉屋敷でも講義を行っている。赤穂事件において赤穂浪士への処罰をめぐり浪士を擁護したことでも知られる。
著作に『五常名義』、『五倫名義』、『駿台雑話』、『赤穂義人録』、『兼山麗澤秘策』、『六諭衍義大意』など。門下に中村蘭林・中根東里・河口静斎・大地奚疑・浅岡芳所・室勿軒・伊東澹斎・奥村修運・青地斎賢・青地礼幹・小谷継成・河口仲賓・児玉図南・蘆野東山などがいる。

## 著作（近現代の刊行）
- 駿台雑話 （森銑三校訂、岩波文庫、1936年）
- 日本教育思想大系 林羅山・室鳩巣 （日本図書センター、1979年7月）
- 鳩巣先生文集 （杉下元明編 近世儒家文集集成. 第13巻 ぺりかん社, 1991.10.

## 室鳩巣を演じた俳優
- 北原義郎：赤穂浪士 (1979年のテレビドラマ)
- 橋爪功：八代将軍吉宗